# Коле Баручи (Фиренца)
Коле Баручи је насеље у Италији у округу Фиренца, региону Тоскана.
Према процени из 2011. у насељу је живело 15 становника. Насеље се налази на надморској висини од 298 м.